# Sittas
Sittas (en grec : Σίττας, mort en 538) est un général byzantin lors du règne de Justinien. Au cours de la guerre d'Ibérie contre l'Empire sassanide, Sittas reçoit le commandement des forces en Arménie alors que Bélisaire dirige les troupes en Mésopotamie. Il remporte une victoire contre les Sassanides à la bataille de Satala.

## Biographie
Sittas est le mari de Comito, la sœur aînée de l'impératrice Théodora. Il pourrait être le père de l'impératrice Sophia.

Carte de la frontière perso-byzantine.

Les origines de Sittas sont floues. Les historiens estiment que son nom est gotique ou thrace. Toutefois, les sources d'époque ne mentionnent aucune ascendance gothique ou thrace. Il apparaît pour la première fois lors du règne de Justin (518-527), alors qu'il est doryphore (garde impérial) dans la garde de Justinien puis magister militum d'Orient.
En 527, Sittas et Bélisaire reçoivent l'ordre d'envahir la Persarménie alors que la guerre d'Ibérie vient d'éclater avec les Perses. Les deux généraux parviennent à piller la région et s'emparent d'un grand nombre de prisonniers. Plus tard dans l'année, ils tentent d'envahir une partie de la Persarménie mais ils sont vaincus par Aratius et Narsès. 
En 528, Sittas est nommé comme magister militum d'Arménie, un poste qui vient d'être créé par Justinien. Selon Jean Malalas et Théophane le Confesseur, Sittas recrute ses scriniarii (fonctionnaires) parmi la population locale pour profiter de leurs bonnes connaissances de la région. Procope de Césarée rapporte une victoire de Sittas sur les Macrons, un peuple du Caucase, qui mène des raids réguliers sur les terres frontalières de l'Empire. Plus encore, il parvient à les convertir au christianisme et en recrute certains dans l'armée byzantine. 
En 530, Sittas devient magister militum praesentalis, soit le général en chef des forces situées dans et aux alentours de Constantinople, ce qui en fait un poste de première importance. La même année, Sittas et Dorothée défendent Théodosiopolis contre une armée sassanide. Procope écrit que les forces byzantines parviennent à piller le camp ennemi. Sittas défend aussi Satala contre la même armée, supérieure en nombre, en attaquant ses arrières, la contraignant à battre en retraite. Les Perses doivent se retirer en dehors du territoire impérial après ces deux échecs.
Après la défaite de Bélisaire lors de la bataille de Callinicum (19 avril 531), Sittas prend sa place de général chargé de la guerre contre les Perses. Toutefois, Kavadh Ier meurt peu après et son successeur, Khosro Ier, désire avant tout consolider son pouvoir. Par conséquent, il entame des négociations de paix qui débouchent sur la conclusion de la paix éternelle. Elle prévoit que l'ensemble des territoires byzantins envahis par les Perses doivent être évacués tandis que les Byzantins acceptent de payer un important tribut. 
Sittas reçoit la dignité de patrice en 535. La même année, il repousse une incursion des Bulgares en Mésie. Il est nommé consul honoraire en 536. En 538-539, Sittas est renvoyé en Arménie pour réprimer une rébellion causée par la pression fiscale. Il ne parvient pas à obtenir la paix par le dialogue et il doit se résoudre à combattre. Lors de la bataille d'Oenochalcon, la nature du terrain contraint les deux armées à se battre en petits groupes. Procope rapporte que Sittas est tué soit par Artabanès, le chef de la révolte, soit par Solomon, un rebelle inconnu,.